# Echinochloa
Genre
Synonymes
- Ornithospermum Dumoulin
- Tema Adans[2]

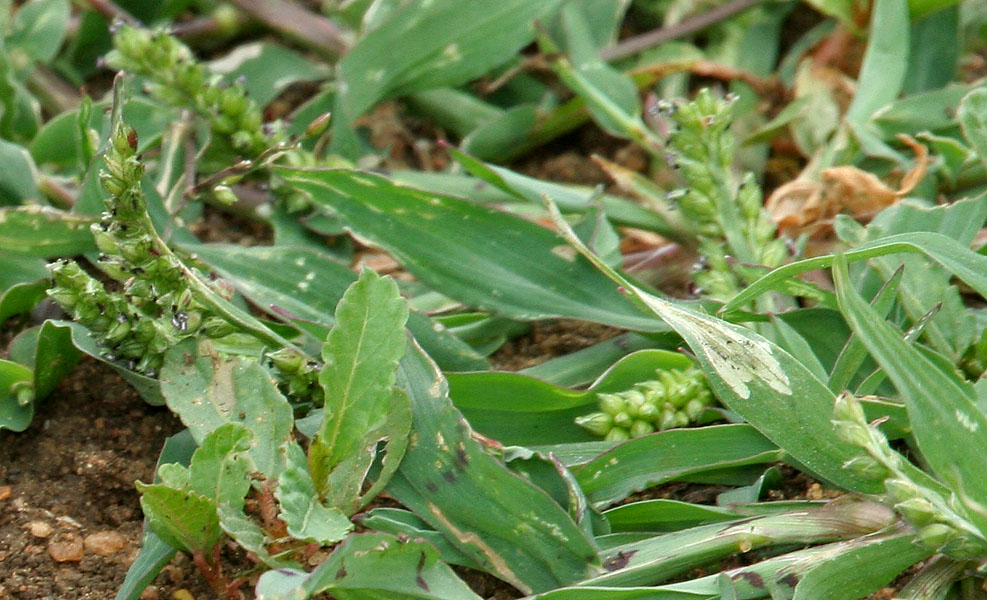
Echinochloa colona.

Echinochloa est un genre de plantes monocotylédones de la famille des Poaceae, sous-famille des Panicoideae, originaire des régions tropicales et tempérées chaudes, qui comprend 30 à 40 espèces.
Ce sont des plantes herbacées, annuelles ou vivaces, aux tiges dressées ou décombantes, parfois flottantes, pouvant atteindre 3,6 mètres de long. L'inflorescence est composée de racèmes spiciformes.
Le nombre chromosomique de base est x = 9. Les différentes espèces présentent différents niveaux de ploïdie avec un nombre de chromosomes variable (de triploïde à dodécaploïde) :  2n = 27, 36, 42, 48, 54, 72 et 108.
Certaines espèces cultivées pour leur grains (millets) ou comme fourrage.
Les plus connues sont Echinochloa esculenta) (millet japonais) en Asie de l'Est, Echinochloa frumentacea (millet japonais) en Asie du Sud et Echinochloa stagnina (borgou) en Afrique occidentale.
D'autres espèces sont des mauvaises herbes des cultures. Le panic pied-de-coq (Echinochloa crus-galli) est le plus notoire à cet égard ; il n'est pas facilement supprimé par une couverture végétale tel que le pois mascate (Mucuna pruriens var. utilis). Le panic faux-riz (Echinochloa oryzoides) est un exemple de mimétisme vavilovien : les plantes ont évolué pour ressembler au riz cultivé (Oryza sativa), leur permettant ainsi d'échapper plus facilement au désherbage.
Parmi les organismes pathogènes qui affectent ce genre de plantes figurent notamment un champignon ascomycète Cochliobolus sativus – qui a été repéré sur le panic pied-de-coq – et le virus de la feuille blanche du riz. Ces deux parasites affectent de nombreuses autres espèces de graminées, notamment les plus importantes céréales, et les espèces d'Echinochloa sauvages peuvent leur servir de réservoir naturel. Les champignons Drechslera monoceras et Exserohilum monoceras ont été identifiés avec quelque succès comme des agents auxiliaires de lutte biologique contre le panic pied-de-coq dans les rizières ; ils ne sont toutefois pas suffisamment spécifiques de cet hôte pour que leur utilisation présente un intérêt pratique.

## Liste d'espèces
Selon The Plant List (21 décembre 2017) :
- Echinochloa brevipedicellata (Peter) Clayton
- Echinochloa callopus (Pilg.) Clayton
- Echinochloa chacoensis Michael ex Renvoize
- Echinochloa colona (L.) Link (Blé du Dekkan, Pied de coq méridional)
- Echinochloa crus-galli (L.) P.Beauv. (Panic pied de coq)
- Echinochloa crus-pavonis (Kunth) Schult.
- Echinochloa elliptica P.W.Michael & Vickery
- Echinochloa esculenta (A.Braun) H.Scholz
- Echinochloa frumentacea Link (Pied de coq cultivé, Millet japonais)
- Echinochloa glabrescens Munro ex Hook. f.
- Echinochloa haploclada (Stapf) Stapf
- Echinochloa helodes (Hack.) Parodi
- Echinochloa holciformis (Kunth) Chase
- Echinochloa inundata Michael & Vickery
- Echinochloa jaliscana McVaugh
- Echinochloa jubata Stapf
- Echinochloa kimberleyensis P.W.Michael & Vickery
- Echinochloa lacunaria (F.Muell.) Michael & Vickery
- Echinochloa macrandra P.W.Michael & Vickery
- Echinochloa muricata (P.Beauv.) Fernald (Échinochloa muriqué)
- Echinochloa obtusiflora Stapf
- Echinochloa oplismenoides (E.Fourn.) Hitchc.
- Echinochloa oryzoides (Ard.) Fritsch (Mil des rizières, Pied de coq grand)
- Echinochloa paludigena Wiegand
- Echinochloa picta (K.D.Koenig) P.W.Michael
- Echinochloa pithopus Clayton
- Echinochloa polystachya (Kunth) Hitchc.
- Echinochloa praestans P.W.Michael
- Echinochloa pyramidalis (Lam.) Hitchc. & Chase
- Echinochloa rotundiflora Clayton
- Echinochloa stagnina (Retz.) P.Beauv. (Pied de coq du Niger, Bourgou, Borgou)
- Echinochloa telmatophila Michael & Vickery
- Echinochloa turneriana (Domin) J.M.Black
- Echinochloa ugandensis Snowden & C.E.Hubb.
- Echinochloa walteri (Pursh) A.Heller (Échinochloa de Walter)

### références taxinomiques
- (en) Catalogue of Life : Echinochloa P.Beauv. (consulté le 8 avril 2023)
- (en) Flora of China : Echinochloa  (consulté le 21 décembre 2017)
- (en) Flora of Pakistan : Echinochloa  (consulté le 21 décembre 2017)
- (en) Flora of Missouri : Echinochloa  (consulté le 21 décembre 2017)
- (en) GRIN : genre Echinochloa  P. Beauv.  (+liste d'espèces contenant des synonymes)
- (fr + en) ITIS : Echinochloa  Beauv.
- (en) World Checklist of Selected Plant Families (WCSP) : nv  (consulté le 21 décembre 2017)
- (en) NCBI : Echinochloa (taxons inclus)
- (fr) Tela Botanica (France métro) : Echinochloa P.Beauv.
- (en) The Plant List : Echinochloa  (consulté le 21 décembre 2017)
- (en) Tropicos : Echinochloa P. Beauv.  (+ liste sous-taxons) (consulté le 21 décembre 2017)
- (en) UICN : taxon  Echinochloa  (consulté le 7 janvier 2023)

### Autres
- (en) Barrett, S. (1983): Mimicry in Plants. Sci. Am. 257(3): 76-83.
- (en) Caamal-Maldonado, J.A.; Jimenez, J.J.; Torres, A. & Anaya, A. (2001): The use of allelopathic legume cover and mulch species for weed control in cropping systems. Agronomy Journal 93(1): 27-36. PDF fulltext
- (en) Huang, S.W.; Watson, A.K.; Duan, G.F. & Yu, L.Q. (2001): Preliminary evaluation of potential pathogenic fungi as bioherbicides of barnyardgrass (Echinochloa crus-galli) in China. International Rice Research Institute Notes 26(2): 36-37. PDF fulltext
- (en) Pheng, S.; Khiev, B.; Pol, C. & Jahn, G.C. (2001): Response of two rice cultivars to the competition of Echinochloa crus-galli . International Rice Research Institute Notes 26(2): 36-37. PDF fulltext
- Plants for a Future database on E. crus-galli
- Lost Crops of Africa: Volume 1: Grains, Chapter 14: Wild Grains
- Alternative Field Crops Manual: Millets